# Mopso (filho de Rácio)

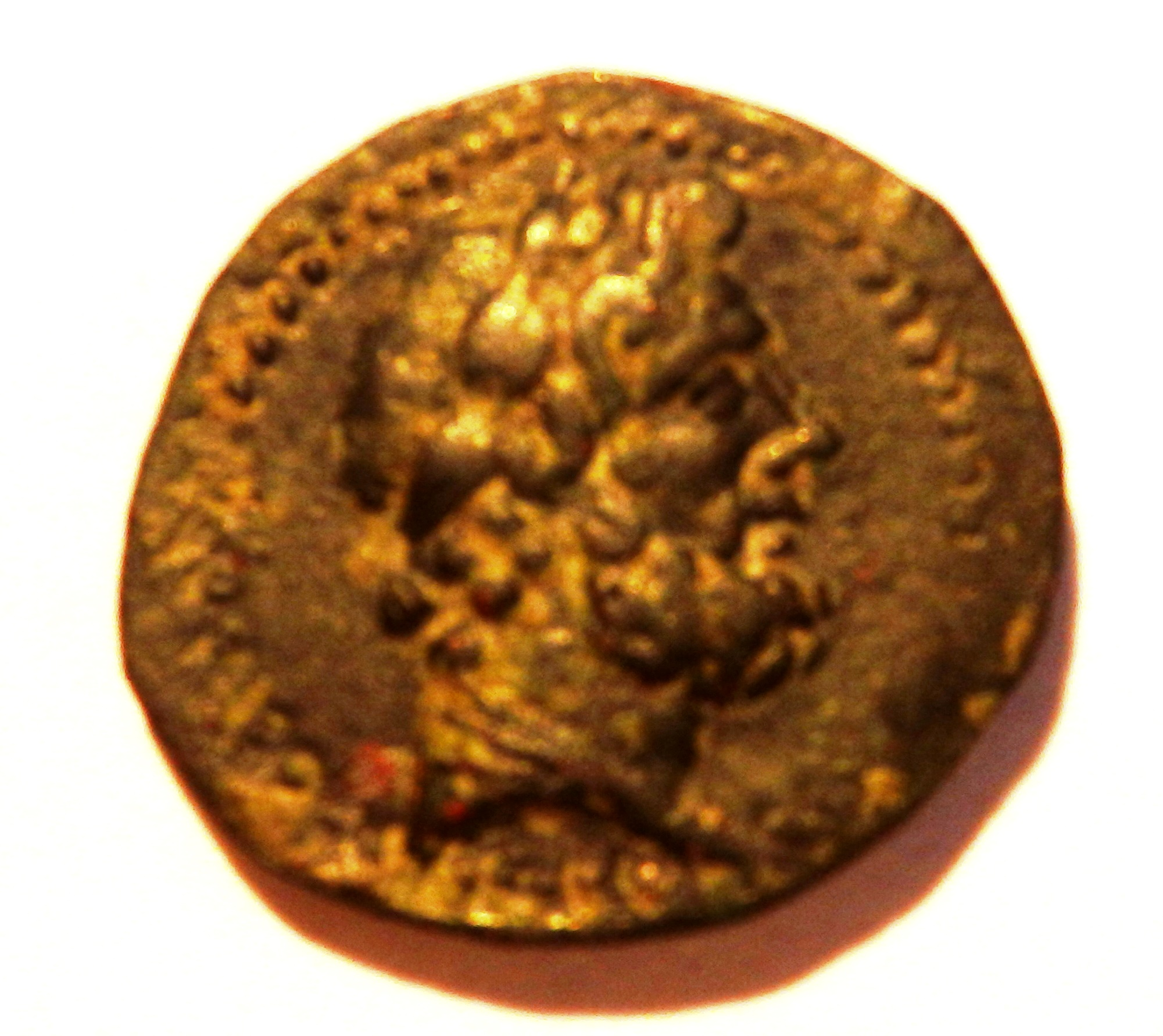
Mopso era filho de Tirésias e atuou como profeta e vidente.

Mopso, filho de Manto e de Rácio ou Apolo, tornou-se um profeta e vidente como sua mãe, que era filha de Tirésias. Em tempos históricos recebeu culto na Jônia e foi o patrono dos oráculos de Claros e de Mallos.

## História
Seu pai, Rácio, filho de Lebes, e da raça dos micênios, ou um cretense, levou uma grande força de cretenses para a Cária e ocupou sua costa, mas a maior parte da região continuou sob o controle dos cários.
Após a queda de Tebas para Tersandro, filho de Polínice, no episódio conhecido como os Epígonos, os prisioneiros foram enviados ao oráculo de Delfos, que ordenou que eles fundassem uma colônia.. Ao chegarem, os cretenses os levaram prisioneiros para Rácio, porém este, ao saber quem eles eram, tomou Manto, filha de Tirésias, como esposa, e deixou o povo habitar a terra.. 
Mopso, filho de Rácio e Manto, expulsou os cários da região. Em outra versão, Mopso era filho de Apolo e Manto.
A fonte grega mais antiga a citar Mopso foi Hesíodo em seu épico perdido Melampodia. Fragmentos preservados em citações de Estrabão contam a disputa entre Mopso e o adivinho Calcas. Havia sido profetizado que Calcas morreria quando encontrasse um adivinho mais sábio que ele; quando Calcas e Mopso se encontraram, em Colofão, eles disputaram para ver quem era o melhor. Calcas desafiou Mopso a determinar o número de figos em uma figueira, e Mopso acertou. Em seguida, Mopso desafiou Calcas a determinar o número de porquinhos que havia em uma porca grávida, Calcas disse que eram oito, mas Mopso disse que eram nove, todos machos, e ainda precisou a data quando nasceriam; quando isto aconteceu, Calcas morreu de desgosto, e foi enterrado em Notium.
Mopso morreu quando Anfíloco, filho de Alcmeão, lutou contra ele em combate singular, pela disputa do reino; os dois se mataram.